# Chiesa di San Demetrio (Palermo)
La chiesa di San Demetrio oggi altrimenti nota come cappella di Nostra Signora della Soledad  è ubicata nel centro storico di Palermo nel mandamento di Palazzo Reale o Albergaria in Piazza della Vittoria.

## Storia

### Epoca aragonese
Primitivo complesso di edifici religiosi adiacenti al trecentesco palazzo Sclafani. Aggregato di origini antiche menzionato nel 1439, il preesistente luogo di culto di rito greco era sovvenzionato con i contributi della corporazione dei pescatori dediti alla pesca e alla trasformazione dei tonni.

### Epoca spagnola
Giungono a Palermo il 27 maggio 1580 i Padri dell'Ordine della Santissima Trinità, l'arcivescovo Cesare Marullo accordò loro il permesso per la costruzione di un convento presso la chiesa di Santa Lucia al Borgo. Considerata periferica la prima sede, i Trinitari procacciarono e ottennero i fabbricati ubicati sul Piano del Regio Palazzo il 17 settembre 1589. L'area era sede dei quartieri militari spagnoli preposti alla difesa del Palazzo Reale, sul muro meridionale fu collocato un bassorilievo marmoreo raffigurante la Madonna genuflessa in atto d'adorazione ai piedi della Santa Croce denominata Madonna della Soledad, culto di matrice iberica.
Nel 1590 all'interno della chiesa fu costruita la Real Cappella della Soledad, patrocinata dai dignitari al servizio della corte spagnola, quindi appartenente al clero spagnolo al tempo del viceré di Sicilia Diego Enriquez Guzman, conte di Alba de Lista. L'anno seguente è documentata la presenza di dodici fosse davanti al prospetto dell'edificio, manufatti sotterranei destinati all'immagazzinamento del grano.
Gaspare Palermo documenta il primitivo impianto basilicale a tre navate, diviso da sei colonne e caratterizzato da otto archi. Nel coro era presente il quadro della Santissima Trinità raffigurata tra Felice di Valois e Giovanni de Matha, fondatori dell'Ordine, la Cappella di San Demetrio protettore dei sellai e degli artigiani di finimenti per cavalli, la Cappella di Santa Maria Maggiore con relativa pittura. L'ultima cappella della navata destra è denominata Cappella della Madonna della Soledad.

### Epoca borbonica
Nel 1732 Carlo VI d'Asburgo la dichiarava cappella imperiale ponendola sotto la protezione dell'imperatore stesso.

### Epoca contemporanea
I bombardamenti della seconda guerra mondiale distrussero la chiesa lasciando miracolosamente intatta la cappella che fu in seguito restaurata a spese della nazione spagnola, che ne detiene il patronato. I lavori furono completati nel 1957, la cappella fu inaugurata dal cardinale Ernesto Ruffini e affidata alla cura delle suore Teresiane.
Il restante corpo della chiesa fu abbattuto per realizzare, con il riutilizzo delle colonne superstiti, un salone ad uso della cattedrale.

## Cappella della Madonna della Soledad

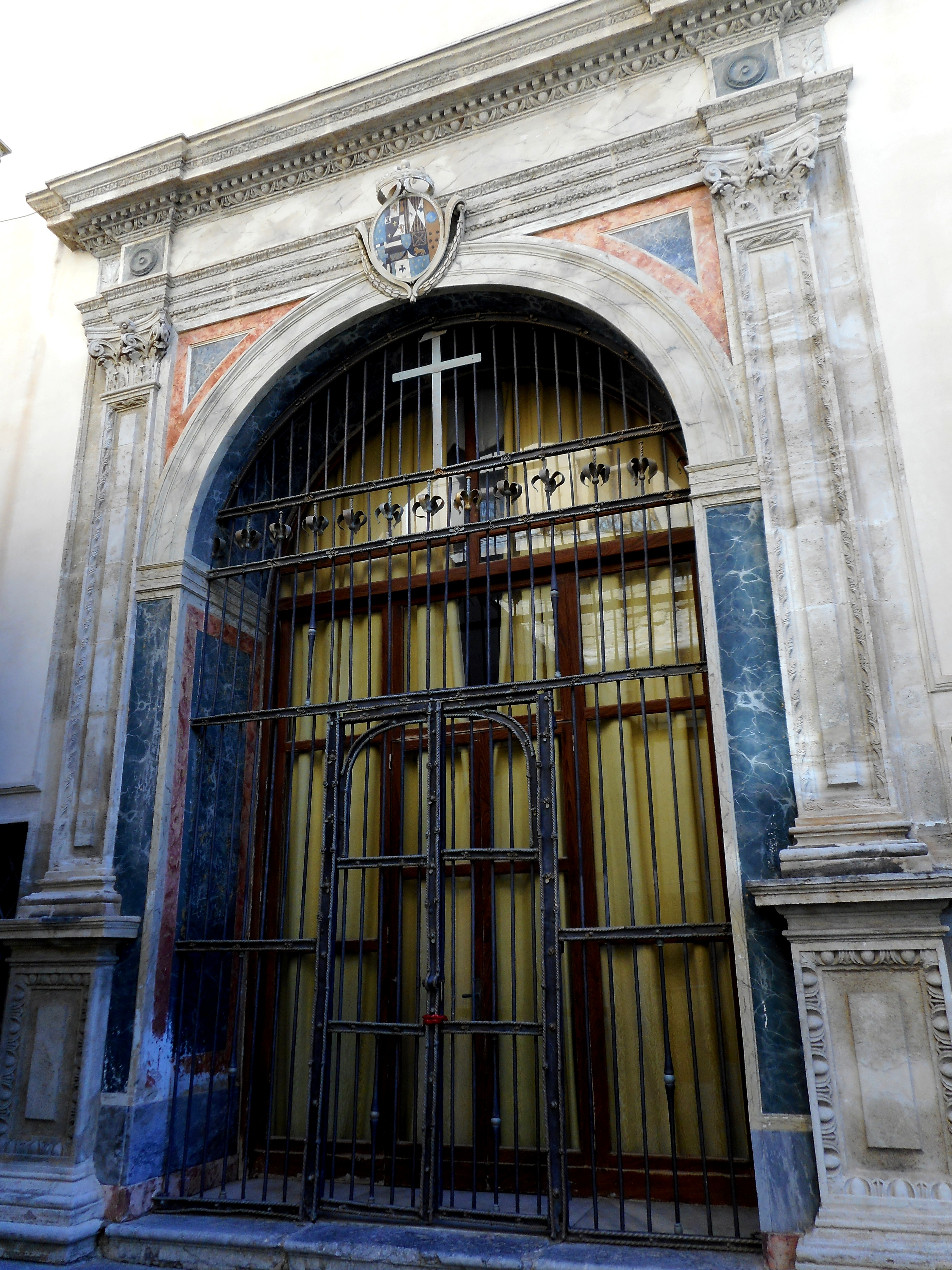
Cappella della Soledad

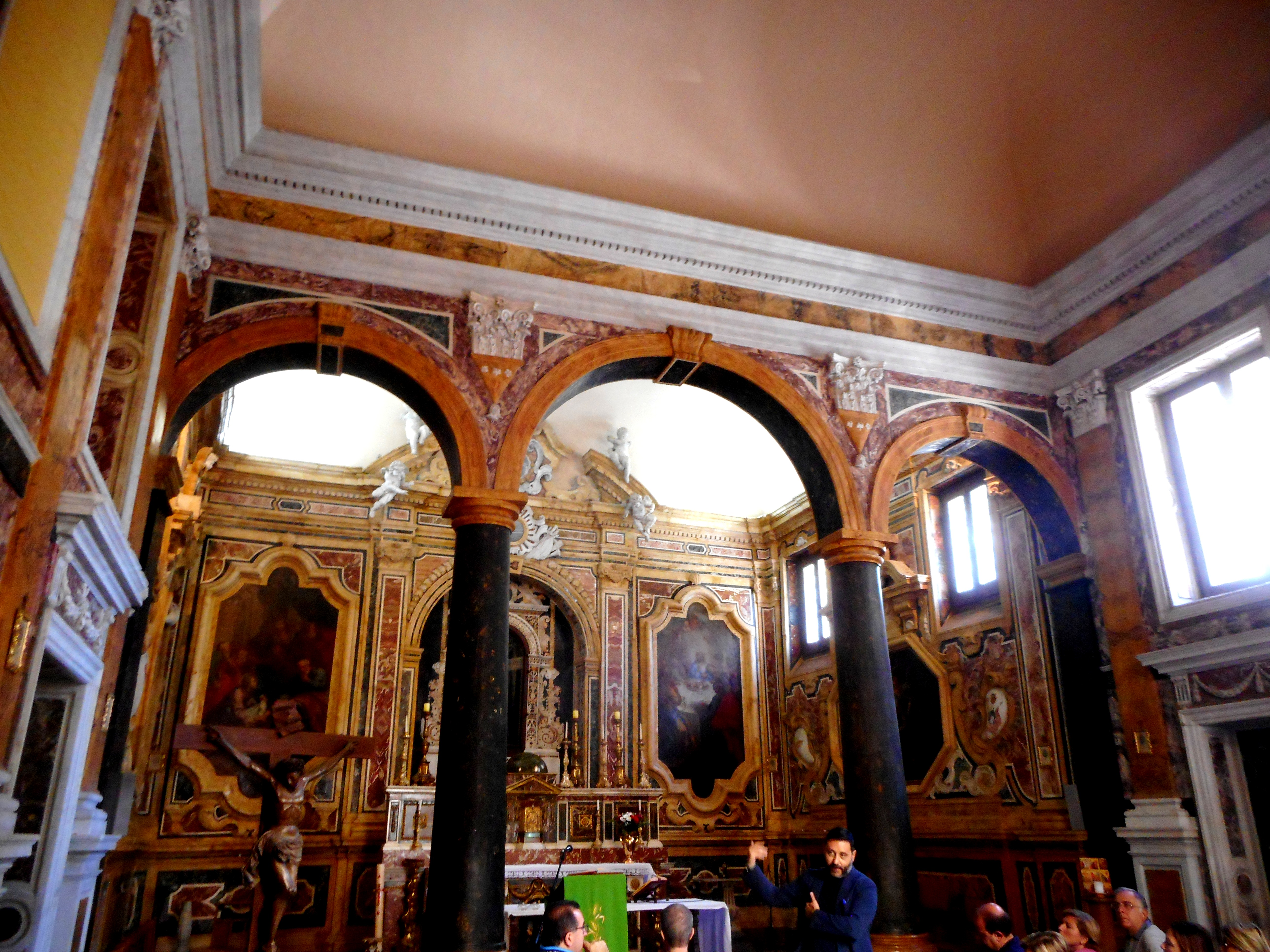
Interno della Cappella della Soledad

La cappella è preceduta da un artistico cancello, l'interno suddiviso in due parti da tre archi sorretti da due colonne, è ricco di marmi, stucchi e decorazioni bronzee. Le pareti sono decorate da marmi, alcune cornici delimitano quadroni su tela. L'altare in marmi mischi ospita una nicchia entro la quale è custodita la venerata statua lignea di provenienza spagnola raffigurante l'Addolorata della Soledad del XVI secolo.
L'anticappella progettata da Venanzio Marvuglia in stile neoclassico, precede la cappella vera e propria realizzata da Paolo Amato, esuberante nella decorazione barocca che incornicia pitture di Olivio Sozzi raffiguranti le scene della Lavanda dei piedi, Ultima cena, Crocifissione, Orazione di Gesù nell'Orto degli ulivi ispirate alla Passione di Cristo.
Non solo interesse della casa Reale Spagnola, ma anche di Casa Savoia lo dimostra il manto donato alla Vergine da Maria Cristina di Savoia, ornamento rubato nel 1866. Nel marzo 1895 S.M. Margherita di Savoia donò un manto di velluto nero ancora oggi indossato dall'Addolorata.

## Confraternita di Nostra Signora della Soledad
Stesso titolo assunse il sodalizio divenuto famoso perché nello stesso anno della fondazione 1590 fu organizzata, nel giorno del Venerdì Santo, una processione di Misteri della Passione con alcuni confrati che si flagellavano secondo l'uso spagnolo. Col tempo la processione perse tale caratteristica e fu in seguito realizzata portando in corteo le statue della Vergine Addolorata e del Cristo morto: una delle più prestigiose della città.
Con il passare degli anni ne fecero parte molti siciliani, ma il tempo ne affievolì la devozione e la confraternita si sciolse. Fu poi ricostituita nella chiesa di San Paolo Eremita, in seguito nella piccola chiesa di Sant'Anna dei Calzettieri di Rua Formaggi ed oggi ha sede nella chiesa di San Nicolò di Tolentino.
Famosa per il primitivo, in tempi recente fortemente voluto e ripristinato, rito noto in città come: â Scinnuta r'Addulurata, complesso d'azioni che consiste nel portare in forma solenne il simulacro della Vergine Addolorata deponendolo dalla collocazione abituale e conducendolo nel presbiterio, atto preparatorio alle manifestazioni della Settimana Santa.

## Monastero
Ex monastero di San Demetrio dei padri della Redenzione dei Cattivi, ovvero i canonici regolari della Santissima Trinità, oggi ospita la sede della Questura intitolata a "Boris Giuliano".
La struttura del XVII secolo comprende il chiostro restaurato dove è collocato un bassorilievo raffigurante San Giorgio a cavallo che uccide il drago, scultura un tempo custodita nella chiesa di San Giorgio all'Arsenale della Marina.
Sulla facciata prospiciente piazza della Vittoria, due bassorilievi risalenti al XVI secolo raffigurano grifoni alati, posti ad onore e perenne memoria dei caduti della Polizia di Stato.